# Suriyawan
Suriyawan es un pueblo y nagar Panchayat situado en el distrito de Sant Ravidas Nagar en el estado de Uttar Pradesh (India). Su población es de 18843 habitantes (2011). 

## Demografía
Según el censo de 2011 la población de Suriyawan era de 18843 habitantes, de los cuales 9794 eran hombres y 9049 eran mujeres. Suriyawan tiene una tasa media de alfabetización del 72,70%, superior a la media estatal del 67,68%: la alfabetización masculina es del 83,16%, y la alfabetización femenina del 61,41%.